# 丹陽路駅
座標: 北緯31度15分26秒 東経121度31分33秒 / 北緯31.25709度 東経121.52593度
丹陽路駅（たんようろえき）は中華人民共和国上海市楊浦区平涼路街道、江浦路と丹陽路の交差点に位置する上海軌道交通18号線の駅である。

## 概要
丹陽路駅は18号線の他の駅と同様、天井の配管を露出させたデザインを採用しており、工業感を演出すると同時に、駅の利便性向上も図っている。丹陽路駅のプラットホームの装飾は、西側（航頭方面）が暗い色調、東側（長江南路方面）が明るい色調で統一されており、それぞれ楊浦浜江の過去と現在を象徴している。

## 駅構造
島式ホーム1面2線の地下駅で、出口は4箇所ある。

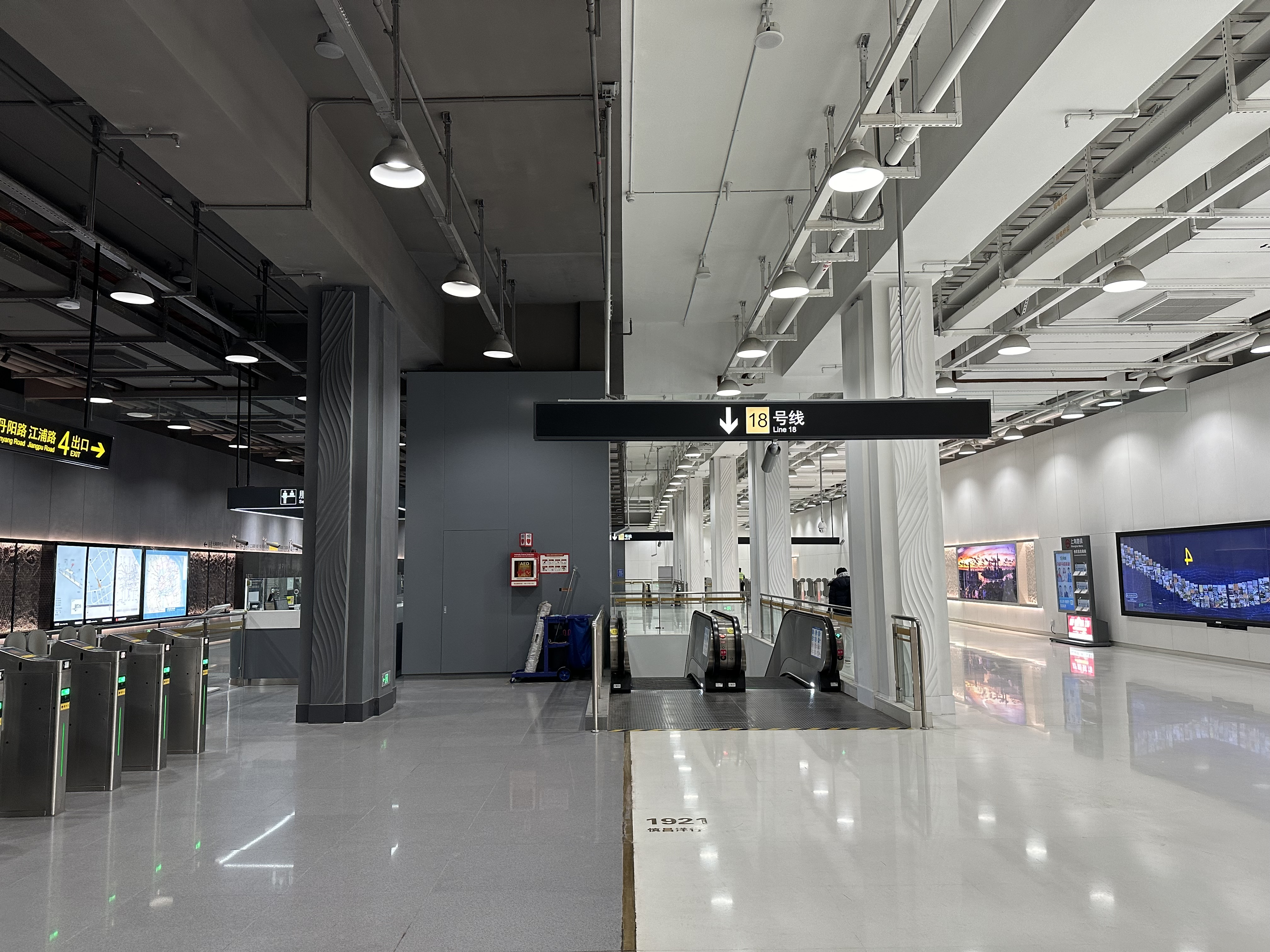
駅コンコース

## 駅出口
- 1号出口 - 江浦路、福寧路
- 2号出口 - 江浦路、楊樹浦路
- 3号出口 - 江浦路、楊樹浦路、上海東方漁人碼頭
- 4号出口 - 江浦路、丹陽路

## 隣の駅
上海軌道交通
 18号線
平涼路駅 - 丹陽路駅 - 昌邑路駅